# Bunyip
El Bunyip o kianpraty, también comparado con el Yowie, es una criatura mitológica del folclore australiano.

## Características
Las descripciones de los Bunyips varían enormemente. Usualmente se describen como monstruos marinos. Algunas características de descripciones comunes incluyen una cola de caballo, aletas, colmillos de morsa o cuerno y algunos dicen que pelaje negro. De acuerdo con la leyenda, se dice que rondan en pantanos, billabongs, arroyos y ríos. En las noches pueden escucharse sus llamadas, mientras devoran cualquier animal que se acerque a sus guaridas. 
En criptozoología algunos dicen que el animal extinto, el Diprotodon, es el origen de tal leyenda.